# Ермолаев, Константин Михайлович
Константи́н Миха́йлович Ермола́ев (1884, Ключи, Пензенская губерния, Российская империя — 1919, Витебск, Западная область, РСФСР) — участник революционного движения в Российской империи, член ЦК РСДРП. Партийный псевдоним — Роман. Брат художницы В. М. Ермолаевой.

## Биография
Родился в родовом имении в состоятельной дворянской семье либеральных взглядов. Отец, Михаил Сергеевич Ермолаев, был помещиком и занимал пост председателя земской уездной управы. Мать, Анна Владимировна, урождённая баронесса фон Унгерн-Унковская (1854—?).
Образование частично получал за границей, находясь вместе с семьёй в вынужденной эмиграции. Работал помощником присяжного поверенного. Вступил в РСДРП, неоднократно арестовывался охранным отделением: в 1903 и 1905 по два месяца находился в тюрьме, в 1906 шесть месяцев находился в заключении. В 1907 на V съезде РСДРП избран кандидатом в члены ЦК РСДРП от меньшевиков. С 1907 до 1910 также являлся членом Русского бюро ЦК РСДРП. С 1908 до 1911 работал в культурно-просветительном обществе. По партийной линии работал в Саратовской губернии, в Петрограде, в Одессе, в Донецком районе. В период партийного кризиса с 1910 до 1912 выступал с позиций «ликвидаторства», в эти же годы финансировал и редактировал партийную газету «Живое дело». Подвергался критике в публикациях В. И. Ленина, по его же резолюции предлагалось исключить К. М. Ермолаева из партии.
С 1912 до 1913 находился год под стражей, и с 1913 до 1917 четыре года находился в ссылке на поселении в Иркутске. Находясь в ссылке участвовал в издании газет «Минусинский край», «Сибирское обозрение», «Сибирский журнал», так же его часто навещала сестра. Во время Первой мировой войны примыкал в «оборонцам», после объединительного съезда РСДРП избран в состав ЦК РСДРП(м). Состоял товарищем (заместителем) председателя организационного комитета РСДРП(о) П. Б. Аксельрода. Участвовал в I Всероссийском съезде Советов рабочих и солдатских депутатов, избран членом ВЦИК. В 1918, спасаясь от голода, выехал в Саратовскую губернию, где через некоторое время оказался на территории, захваченной колчаковской армией. Выехал оттуда в Витебск, где его сестра поступила на работу в Витебское народное художественное училище. Согласно письму Ю. О. Мартова к П. Б. Аксельроду от 23 января 1920, умер там от дизентерии.

## Семья
- Отец — Михаил Сергеевич Ермолаев (1847—1911), потомственный дворянин, был помещиком и занимал пост председателя земской уездной управы.[4]
- Мать — Анна Владимировна, урождённая баронесса фон Унгерн-Унковская (1854 — ?).[5]
- Сестра — Вера Михайловна Ермолаева (1893—1938), художница-авангардистка, расстреляна во время Большого террора.